# Gnathológia

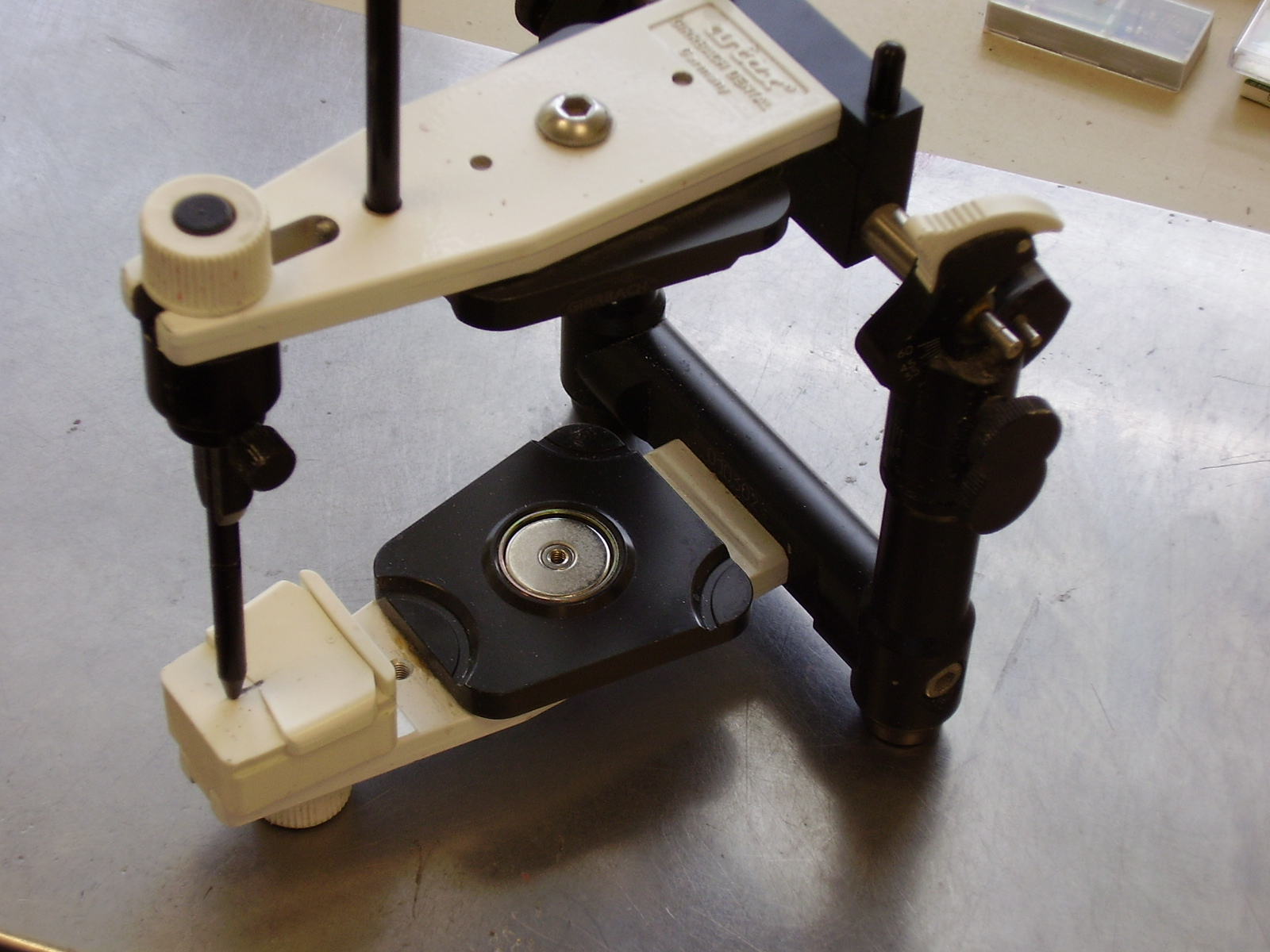
Artikulátor

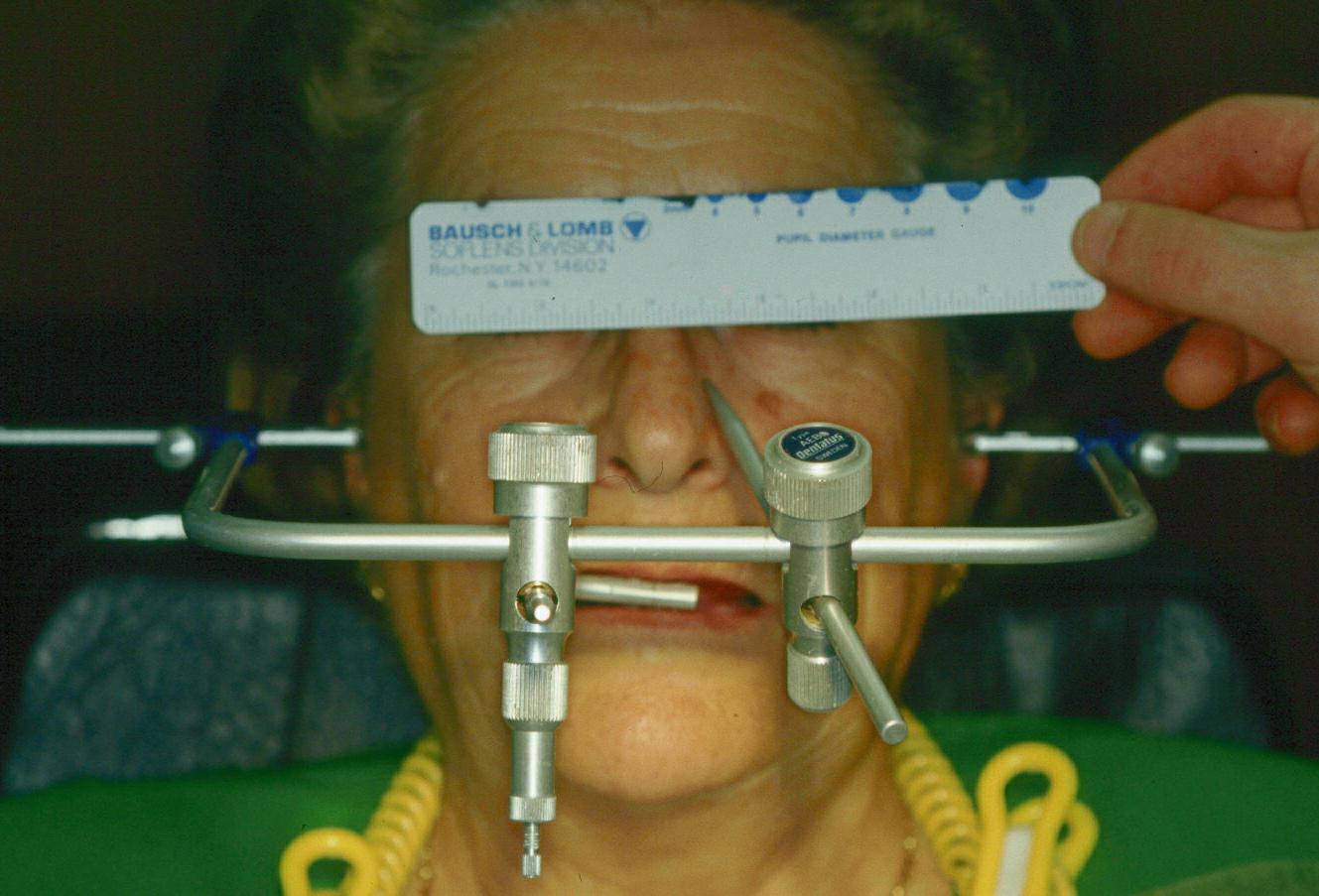
Arcívvel történő helyzetmeghatározás

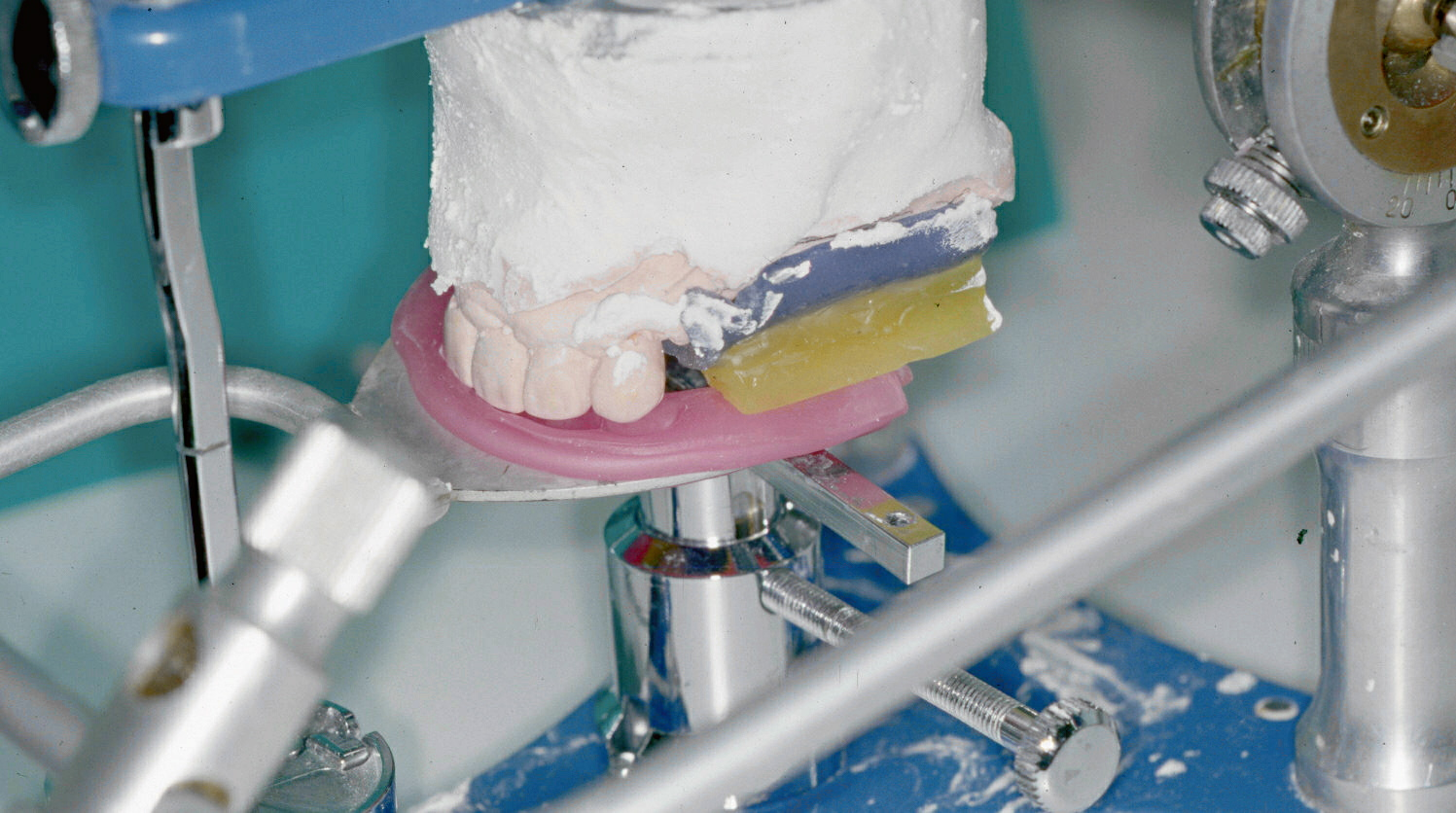
A felső fogív modelljének a begipszelése artikulátorba arcív segítségével.

A gnathológia a fogorvostudomány egyik ága, amely tágabb értelemben a rágókészüléket, szűkebb értelemben az alsó és a felső fogsor okkluziós viszonyait, a rágás mechanizmusát kutatja. A gnathológia atyja, Beverly McCollum szerint a gnathológia az a tudomány, mely a rágás biológiájával foglalkozik; ezen belül a rágókészülék morfológiája, anatómiája, szövettanna, fiziológiája, patológiája, betegségeinek a kezelése játssza a fő szerepet; a legfőbb hangsúlyt az állkapocs és a fogak kapják és ezek viszonya a szervezettel. 
Vizsgálja: elsősorban a fogak morfológiáját, elhelyezkedésüket a fogíven, az állkapocsízületet, a rágóizmokat, ezek együttműködését, és a patológiás esetekben fellépő rágásdiszfunkciókat. Célja a fiziológiás harapási és rágási viszonyok elérése konzervatív fogászati, fogszabályozási, paradontológiai és fogpótlástani módszerekkel.
Speciális eszközöket és technikákat is kifejlesztettek ezen cél eléréséért. Ilyenek az okkludorok, rágópálya-vezetők, a különböző artikulátorok, pantográfok, axiopantográfok vagy a fogpótlás készítésekor alkalmazott felrakásos technika. Ezek segítségével az állkapocs mozgásai és eközben a fogak egymáshoz való viszonya a szájüregen kívül tanulmányozható. Így a fogpótlások pontosabbak, egyénre szabottak lesznek, kevesebb utólagos elváltozást, panaszt okozva a pácienseknek.
A gnathológia a nyugati országokban az 1970-es évektől része a fogorvosképzésnek. Nálunk csak az 1990-es években vezették be.

## Külső hivatkozások
- International Academy of Gnathology